# MIVEC

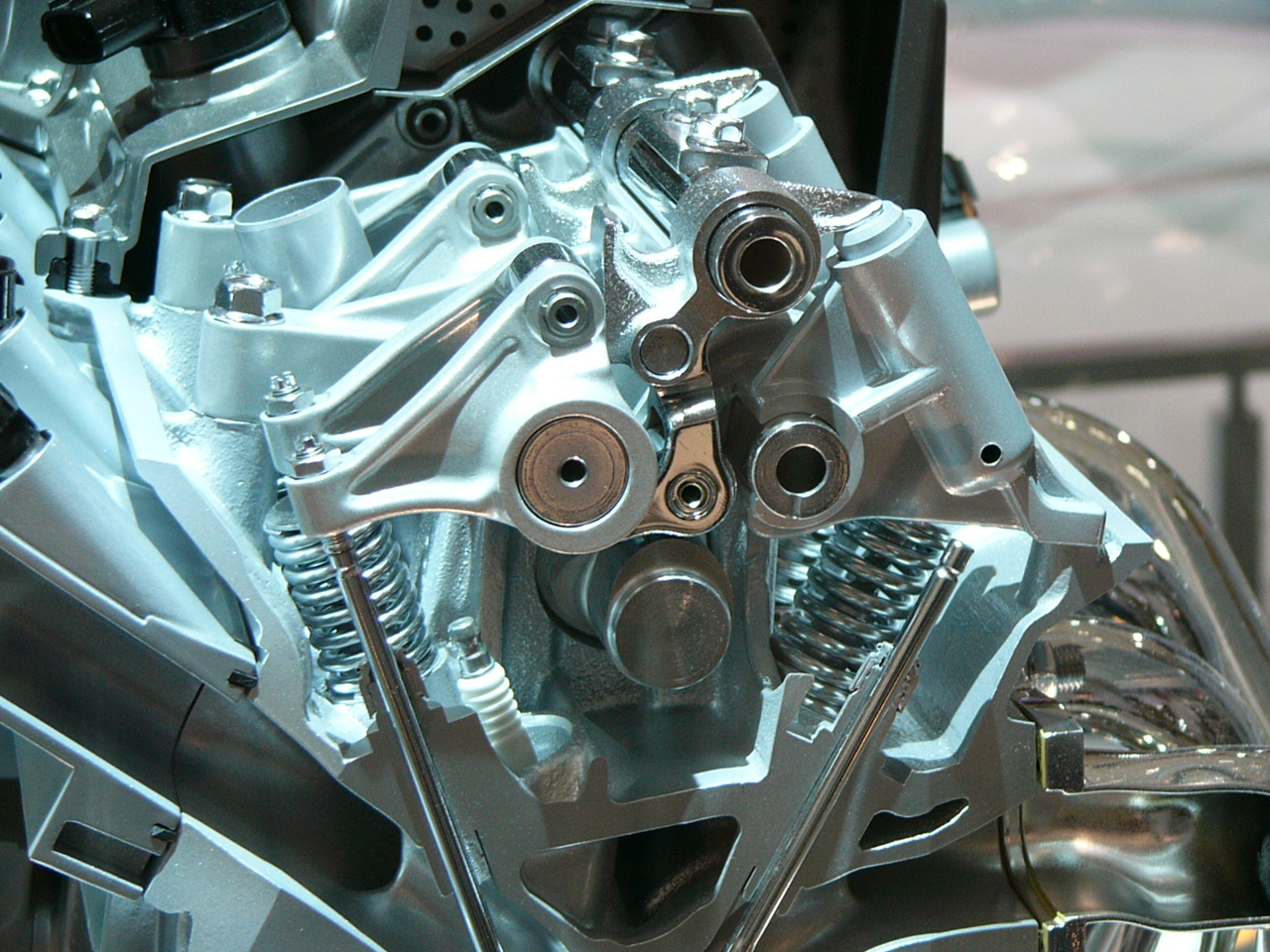
MIVEC Mitsubishi

Il MIVEC (Mitsubishi Innovative Valve Control sistema di controllo innovativo delle valvole) è una tecnologia sviluppata da Mitsubishi Motors per la variazione della fasatura delle valvole, come gli altri sistemi simili, varia i tempi, ascensore (alzata) e durata delle valvole con l'adozione di un albero a camme munito di due diversi profili.
Ai bassi regimi, si ha una camma con un profilo lieve (ridotta alzata), fornendo stabilità, riduzione delle emissioni e maggiore coppia ai bassi regimi, mentre sopra un determinato regime del motore, si ha l'attivazione di un secondo set di lobi, fornendo un'alzata maggiore e di durata superiore, quindi una maggiore quantità d'aria nella camera di combustione, aumentando la potenza e la coppia di uscita, per un ampio intervallo di regimi motore.
Dalla famiglia di motori 4B1 in poi, il MIVEC ha pienamente evoluta in una variabile continua della valvola di sistema (Dual VVT sulle valvole di aspirazione e scarico), il MIVEC incorporato nella famiglia motori 3B2, 3A9 e 4A9 varia continuamente solo le valvole d'aspirazione, in altri sistemi più vecchi si variava solo la fasatura della valvola a seconda del regime motore, ma non si modificava la sua alzata.

## Storia
Il MIVEC è stato introdotto nel 1992 abbinato al propulsore Mitsubishi 4G92, un 1.597 cm³ aspirato DOHC 16 valvole quattro cilindri in linea, e momentaneamente, la prima generazione del sistema è stata nominata Mitsubishi Innovative Valve (fasatura e alzata) Electronic Control.

La prima autovettura ad utilizzare questa tecnologia era la Mitsubishi Mirage berlina e la gemella Mitsubishi Lancer berlina; mentre il motore convenzionale 4G92 erogava 145 CV a 7.000 giri/minuto, lo stesso motore equipaggiato con la tecnologia MIVEC poteva raggiungere i 175 CV a 7.500 giri/minuti. Successivamente la tecnologia è stata applicata sulla Mitsubishi FTO del 1994, il cui la versione top di gamma GPX montava il motore 6A12 da 1997 cm³ 24 valvole DOHC V6 con potenza massima di 200 CV a 7.500 giri/minuto; la versione GR, il cui impianto propulsore identici, non è stato dotato di tecnologia MIVEC, erogava 170 CV a 7.000 giri/minuto.
Sebbene inizialmente progettato per ottimizzare le prestazioni, il sistema è stato successivamente sviluppato per migliorare l'economia e le emissioni, ed è stato introdotto su tutta la gamma di veicoli Mitsubishi, dalla i kei auto a elevate prestazioni berlina Lancer Evolution.

## Funzione
Con l'adozione di aperture e dell'anticipo d'apertura ridotti per la valvola d'aspirazione, si può ottimizzare le prestazioni ai bassi e medi regimi del motore, invece con un'adozione opposta di valori per le valvole d'aspirazione si ha un miglioramento della sola potenza ad alti regimi, il
MIVEC è un sistema che fornisce entrambi i benefici, tramite il controllo della valvola, il funzionamento di base del sistema MIVEC sta nel modificare i profili della camma, quindi delle prestazioni del motore in risposta ai comandi del guidatore.

## Descrizione
I due distinti profili delle camme sono utilizzati per fornire al motore due modalità; a basso regime si ha un profilo delle camme ridotti e quindi ridotta alzata delle valvole e ridotta fasatura d'aspirazione, mentre l'altra modalità è per gli alti regimi, dove si aggiunge una leva a T tra le camme e le valvole, consentendo d'eseguire l'azione di camme con profilo più pronunciato.
Ai ridotti regimi, La leva a T galleggia liberamente, il che permette una ridotta alzata della valvola, mentre con il raggiungimento del motore di regimi elevati, si utilizza un'elevata pressione idraulica e pistoni idraulici, che fanno andare in contatti la leva a T contro il bilanciere, in modo che si aumenta la fasatura e alzata delle valvole.
Nei sistemi di ultima generazione (famiglia di motori 4B1), a camme d'aspirazione e scarico sono controllati continuamente e indipendentemente, ottimizzato per fornire quattro modalità operative:
- Sotto la maggior parte delle condizioni, per assicurare un maggiore rendimento del carburante, le valvole d'aspirazione anticipano la fasatura in modo da ridurre le perdite di pompaggio, la fasatura d'apertura della valvola di scarico è ritardata per aumentare lo sfruttamento dell'espansione.
- Quando è richiesta la massima potenza (motore ad alto regime e carico), la fasatura di chiusura della valvola d'aspirazione viene ritardato per permettere l'aspirazione di grandi volumi d'aria.
- A bassi regimi a alti carichi, il MIVEC garantisce una produzione di coppia ottimale con la fasatura di chiusura delle valvole d'aspirazione aumentato al fine di garantire sufficiente volume d'aria, allo stesso tempo, la fasatura d'apertura della valvola di scarico è ritardata, per sfruttare meglio l'espansione.
- Al minimo, la valvola di sovrapposizione viene eliminata per stabilizzare la combustione.

## MIVEC MD
Nei primi anni di sviluppare la sua tecnologia MIVEC, Mitsubishi ha introdotto anche una variante denominata MIVEC-MD (Modulated Displacement), una forma di spostamento variabile, sotto una condizione d'acceleratore e carico, il valvole d'aspirazione e scarico in due dei cilindri rimarrà chiuso, e la riduzione delle perdite di pompaggio ha rivendicato un 10-20% di miglioramento. Modulated Displacement è stata assunta circa nel 1996.